# Шполянський Григорій Юхимович
Григорій Юхимович Шполянський (9 лютого 1899, Олександрія, Херсонська губернія — 1981) — український художник-живописець. Член НСХУ. Батько художниці Людмили Шполянської.

## Життєпис
Григорій Шполянський народився в місті Олександрія у 1899 році. Навчався в Одеському художньому училищі з 1936 по 1941 рік. Вчителі з фаху — Ю. Бершадський, Д. Шатан, Данило Крайнєв.
Мешкав та працював у Одесі. Учасник республіканських та всесоюзних виставок.
Роботи Шполянського зберігаються у приватних збірках та галереях України, Росії, Німеччини, Італії, Румунії та США.
Усі твори відрізняються яскравим вираженням радянської епохи та дуже рідко зустрічаються на антикварному ринку.
Найвідоміший твір Григорія Шполянського — «Знавці» (1956) репродукувався в СРСР на поштових листівках.

## Творчість
Основні твори:
- «Портрет Е. Багрицького» (1947, відзначений на IX республіканській художній виставці в Києві),
- «Нахімовці» (1952),
- «Знавці» (1954),
- «Гості прийшли» (1957),
- «Лірика» (1960),
- «Партизанські ночі» (1961),
- «Рибалки» (1967),
- «Колгоспні перемети» (1969) та багато інших.

|              |  |                |  |  |
| Знавці, 1954 |  | Зізнання, 1971 |  |  |